# Megargel
Megargel – miasto w Stanach Zjednoczonych, w stanie Teksas, w hrabstwie Archer.